# Un bouquet de violettes
Un bouquet de violettes est un roman de Madeleine Chapsal publié en 1997.

## Résumé
Dans le 16e, Éliane vient d'hériter de son mari et se fait voler dans son parking. Armand créée une agence d'escorte des dames. Lors d'une réunion des riches veuves, Marie est étranglée et un bouquet de violettes, parfumé au vetiver, posé sur elle. Armand engage une détective. Elles trouvent toutes un bouquet de violettes à leur porte. Marc avait cassé le vetiver de son grand-père et c'est sa mère, Violette qui avait tout pris. Elle a dit à Marc avoir été abandonnée. Marc a volé une liste de femmes à l'institut et a commencé à les tuer. La détective interroge des fleuristes, identifie Marc, et le fait arrêter.